# Chamaedorea pygmaea
Chamaedorea pygmaea är en enhjärtbladig växtart som beskrevs av Hermann Wendland. Chamaedorea pygmaea ingår i släktet Chamaedorea och familjen Arecaceae. Inga underarter finns listade i Catalogue of Life.